# Gemerská Panica
Gemerská Panica este o comună slovacă, aflată în districtul Rožňava din regiunea Košice. Localitatea se află la altitudinea de 191 m deasupra n.m., se întinde pe o suprafață de 14,92 km2 și în 2017 număra 629 de locuitori.

## Istoric
Localitatea Gemerská Panica este atestată documentar din 1247.

## Demografie
| An:                | 1994 | 2004   | 2014   | 2024    |
| ------------------ | ---- | ------ | ------ | ------- |
| Număr de persoane: | 732  | 707    | 644    | 568     |
| Diferență:         |      | −3,41% | −8,91% | −11,80% |

| An:                | 2023 | 2024   |
| ------------------ | ---- | ------ |
| Număr de persoane: | 578  | 568    |
| Diferență:         |      | −1,73% |